# Reifersbrunn
Reifersbrunn ist ein Ortsteil der Gemeinde Mering im schwäbischen Landkreis Aichach-Friedberg. Der Weiler liegt circa eineinhalb Kilometer östlich von Mering. 

## Bau- und Bodendenkmäler
Siehe auch: Liste der Baudenkmäler in Reifersbrunn
- Katholische Kapelle St. Peter
- Burgwallanlage Vorderer Schlossberg